# Pal (la Massana)
Pal és un nucli de població del Principat d'Andorra situat a la parròquia de la Massana. L'any 2009 tenia 229 habitants.
Està situat en un contrafort de cara el migdia al costat del riu de Pal a 1.551 m altitud. L'església del poble està dedicada a Sant Climent, d'estil romànic (s. XI), amb un campanar de planta rectangular decorat amb finestres geminades. Sobre el poble, al bosc de Pal, va ser inaugurada l'any 1982 l'estació d'esquí de Pal actualment agrupada amb la d'Arinsal, i que conjuntament van formar el domini esquiable de Vallnord.